# Musgrave Pump Shotgun
 (février 2025).
Si vous disposez d'ouvrages ou d'articles de référence ou si vous connaissez des sites web de qualité traitant du thème abordé ici, merci de compléter l'article en donnant les références utiles à sa vérifiabilité et en les liant à la section « Notes et références ».

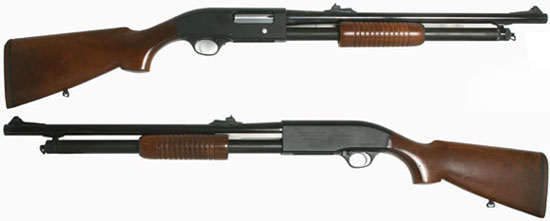
Le Musgrave Pump Shotgun sud-africain est une variante du Beretta RS200 (ici un FAP RS202P fabriqué sous licence en Algérie).

Le fusil à pompe Musgrave Pump Shotgun est une variation sud-africaine du Beretta RS 200 qui est en service dans les police et forces armées sud-africaines.

## Présentation
Il est fabriqué depuis la fin des années 1980 dans les usines Musgrave (spécialisées dans les carabines de chasse) puis par la firme Republic Arms à partir des années 1990 sous le nom de Musler. Le Musler a une carcasse en alliage léger, elle est approvisionnée par un magasin tubulaire sous le canon et l'intérieur du canon est chromé. Il est en équipé d'une crosse et d'un devant en bois. Les versions les plus récentes sont munie d'une crosse en polymère pouvant contenir une réserve de cartouches.

## Données numériques
- Munition : Calibre 12
- Canon : 52 cm
- Longueur du fusil : 103 cm.
- Masse du fusil vide : 3 kg.
- Magasin : 6 cartouches.

## Utilisation
Ce FAP fut utilisé au combat par les forces spéciales sud-africaines  en Angola et en Namibie dans les années 1980.

## Sources
- Articles parus dans les revues francophones AMI/ArMI/Fire, Action Guns, Cibles et Raids.
- Collectif, Article sur le site le-monde-en-armes.com
- Collectif, « Republic Arms Musler » sur le site IMFDB.